# Sarenský rajón
Sarenský rajón (ukrajinsky Сарненський район) je rajón v Rovenské oblasti na Ukrajině. Hlavním městem jsou Sarny a rajón má přibližně 213 tisíc obyvatel.
V sarenském rajónu se nachází územní společenství (hromady) s administrativními centry v těchto místech: Dubrovycja, Sarny, Rokytne, Klesiv, Stepan, Vysock, Myljač, Berezove, Stare Selo, Vyry a Nemovyči.

## Města v rajónu
- Dubrovycja
- Sarny

## Příroda
Dne 1. ledna 2022 byl dekretem prezidenta Ukrajiny zřízen národní přírodní park „Pušča Radzivila“.